# Марисав Петровић
Марисав Петровић (Градац, 17. новембар 1902 — Минхен, 1974) је био командант другог пука Српског добровољачког корпуса.

## Биографија
Марисав Петpовић је рођен у селу Градац (данас општина Баточина) које се налази око 20 километра од Крагујевца. Завршио је само основну школу. У почетку је био наклоњен левичарским идејама, али је убрзо постао највећи противник комунизма. Пратио је Димитрија Љотића на свим скуповима које је одржавала странка Збор. На изборима 1938. године Марисав Петровић био је носилац листе Збора у крагујевачком срезу.

### Покушаји атентата
Марисав Петровић је био познат као велики противник комунизма, па је стално долазио у сукоб са припадницима НОВЈ–а, као и са јединицама ЈВуО. Трећа чета крагујевачког партизанског одреда преузела је на себе задатак да ликвидира Марисава Петровића. Покушај атентата је изведен на железничкој станици у његовом родном селу Градац. На њега је бачена бомба, након чега је рањен. Касније је покушан још један атентат, али се и он завршио безуспешно. Након тога у септембру бежи у Смедерево где је формирао V добровољачки одред, а он сам је изабран за команданта тог одреда. Убрзо напушта Смедерево и са одредом се стационира у Крагујевцу.

### Улога Марисава Петровића у стрељању Крагујевчана
Након почетка Другог светског рата, по налогу Димитрија Љотића формирао је Пети српски добровољачки корпус. За пети српски добровољачки корпус везано је учешће у Масакру у Крагујевцу у коме је убијено скоро 3.000 грађана Крагујевца и околних села. Српски историчар Ђоко Слијепчевић у својој књизи „Југославија уочи и за време Другог светског рата“ пише да су Немци 20. октобра рано ујутро, око пет часова, блокирали основну школу где је био V Добровољачки одред, који се није могао појављивати изван зграде. Блокада школе трајала је све до 15 часова, тј. до завршетка рације.
Марисав Петровић је заједно са Милошем Војновићем Лаутнером, који је дошао у Крагујевац са циљем да формира X Добровољачки одред, отишао до немачке Крајскомандантуре да се обавести о разлозима блокаде и сабирања грађана. У Крајскомандантури су дознали да је наређена одмазда за 10 погинулих и 26 рањених Немаца и да ће због тога бити стрељано 2.300 људи. Запрепашћени овом страшном вешћу Петровић и Војновић одлазе до мајора Кенига, шефа казнене експедиције, који прек и љут, одбија да разговара са њима.
У свом извештају Марисав Петровић пише:
На дан 19. октобра изјутра у читавом граду почела је рација. Немци су све мушкарце од 16 до 60 година похапсили и затворили у артиљеријску касарну код Сајмишта. Хапсили су све одреда; по кућама, на улици, у кафани, ђаке и професоре у школи, чиновнике из свих надлештва па и раднике који су радили на улицама и Лепеници. Било је ухапшено преко 6.000 људи.
Даље, Марисав Петровић наводи да му је 19. октобра командант казнене експедиције тражио да у току дана састави списак комуниста и „оних који шире пропаганду“. Он се обратио градском представништву градске полиције која му је дала списак од 60 људи који су већином већ били у шуми.
Иако војници Марисава Петровића нису активно учествовале у погубљењима важно је напоменути да су у време привођења, али и током самих стрељања асистирали немачким војницима.

### Повлачење према Словенији
Током Другог светског рата Марисав Петровић је са својим пуком водио борбе и са припадницима народноослободилачке војске и са припадницима равногорског покрета. По наређењу команде СДК 10. априла 1945. добровољци Другог, Трећег и Четвртог пука су кренули да се супротставе главнини снага НОВЈ које су продирале ка Словенији на простору Беле Крајине. Након борби са припадницима НОВЈ упутили су се у Љубљану, а одатле даље ка Аустрији. На захтев Енглеза морали су 12. маја да се предају и спроведени су у логор код Целовца. Ипак, Марисав Петровић је са још неколико припадника СДК успео да побегне у Италију, а одатле у Минхен где је убијен 1974. године.